# Гетто в Тальке (Минская область)
Гетто в Та́льке (Минская область) (сентябрь-октябрь 1941) — еврейское гетто, место принудительного переселения евреев деревни Талька Пуховичского района Минской области и близлежащих населённых пунктов в процессе преследования и уничтожения евреев во время оккупации территории Белоруссии войсками нацистской Германии в период Второй мировой войны.

## Оккупация Тальки и создание гетто
Деревня Талька была захвачена немецкими войсками в конце июня 1941 года, и оккупация продлилась 3 года — до 2 июля 1944 года.
Эвакуироваться успела только небольшая часть евреев, также в Тальке осталось много еврейских девушек-студенток, бежавших к родителям из разбомбленного Минска. Сразу после оккупации немцы стали насиловать этих девушек и использовали их на хозяйственных работах.
В начале сентября (в июле) 1941 года немцы, реализуя нацистскую программу уничтожения евреев, организовали в местечке гетто на территории бывшего пионерского лагеря. Узники начали обустраиваться, думая, что им придется зимовать в этом месте.

## Уничтожение гетто
17 сентября 1941 года всех евреев из гетто вывели в 59-й квартал Тальковского лесничества за железнодорожным мостом через речку Талька, заставили самим выкопать себе расстрельную яму и расстреляли. Всего во время этой «акции» (таким эвфемизмом нацисты называли организованные ими массовые убийства) были убиты 280 человек. Расстрел проводили литовские полицейские.
Ещё 300 (222) евреев из Тальки убили в октябре 1941 года возле деревни Задощенье. После расстрелов немцы и полицаи перебирали вещи убитых в поисках ценностей.

## Случаи спасения
Несколько человек сумел сбежать до расстрела, в том числе Ара Грехин. Но и его, и других сбежавших поймали и убили.

## Память
Примерно в 1956 (1950) году в Тальке на братской могиле жертв геноцида евреев был установлен памятник. Затем внутри ограды появились ещё несколько памятников, установленных в последующие годы родственниками убитых евреев. Один из памятников установлен генералом Ильей Пруссом своим погибшим родителям. Мемориал имеет официальный статус «Братская могила жертв войны № 1277», решением Пуховичского районного исполкома памятник закреплен за ГЛХУ «Пуховичский лесхоз», так как погибшие жили в Тальке (Тальковское лесничество), но находится мемориал в лесфонде Цельского лесничества ГОЛХУ «Осиповичский опытный лесхоз».
В полукилометре к северу от деревни Задощенье на месте убийства около 300 евреев в 1970 году установлен обелиск.

## Комментарии
1. ↑  В русском языке за служащими коллаборационистских полицейских органов закрепилось разговорное уничижительное название полица́й (во множественном числе — полица́и).